# 符定一

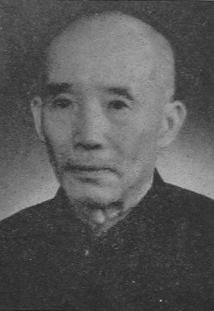
符定一

符定一（1879年—1958年5月3日），字宇澄，号悔庵，湖南衡山人，文字学家，中央文史研究馆首任馆长，曾为毛泽东之师。

## 生平
符定一早年就读于衡阳师范学堂、1908年毕业于京师大学堂。1908年毕业时奏奖举人、中书科中书。此后任资政院秘书、顺天高等学堂教习。中华民国成立后在湖南从事教育事业，担任过岳麓书院都督、湖南省教育总会会长、湖南全省公立高等中学堂（省立第一中学）校长，1912年亲自招考毛泽东入学，曾把自己圈点过的一部《御批历代通鉴辑览》送给毛泽东；符定一后任湖南高等师范学校校长。1913年后，补选为国会议员，定居北平。1918年又当选第二届国会（安福国会）众议院议员。1918年，毛泽东在湖南第一师范毕业后，为组织湖南青年赴法国勤工俭学，与罗学瓒等来到北平，拜见了符定一；在北大图书馆任助理员。符定一在经济上也曾予以适当援助。毛泽东的母亲去世时，符定一主动拿出50元银洋，作为回乡奔丧之用。1926年出任财政部次长，同时兼任盐务署署长、稽核总所总办。1927年辞职，致力于国学著作，1940年出版《联绵字典》。1949年参加中国人民政治协商会议第一届全体会议。1946年6月飞延安参观。1948年10月华北局城工部派人护送由沧县秘密进入解放区。一到泊头，党中央立即派车接到石家庄，并指定送到西柏坡。当夜周恩来副主席携灯等候于村口，毛泽东亲迎于院门，谈话从晚11点一直持续到凌晨3点。翌日上午，从西柏坡移住当时中央城工部所在地的李家庄。与先后到达解放区的李济深、沈钧儒、马叙伦、郭沫若等55人在1949年1月22日发表《对时局的意见》，坚决支持中共中央毛泽东主席在对时局声明中提出的八项和平条件，表示革命必须进行到底，革命与反革命之间绝无妥协与调和的可能。
中华人民共和国成立后，当选全国政协委员和人大代表，被委任为政务院文化教育委员会委员。1951年政务院文史研究馆成立后出任首任馆长。1958年5月3日因动脉硬化与肺炎等逝世。毛泽东主席和党中央立即派田家英到家看望，决定成立以程潜为首的治丧委员会，6日举行公祭，毛泽东主席和刘少奇、周恩来、朱德、陈云、邓小平等中央领导同志都送了花圈，吊词对一生作了崇高的评价。周恩来总结其一生有三大贡献：一是发现毛泽东为中国有用人才之第一人；二是建党初期，支持党的活动，营救党的领袖（赵恒惕1926年欲逮捕毛泽东）；三是晚年参加反蒋斗争，对建设新中国有贡献。葬于八宝山革命公墓。

## 主要作品
- 《聯緜字典》
- 《新學偽經考駁誼》